# Informe Complementario de 1992 del IPCC
El informe complementario del IPCC de 1992 (en inglés, Climate change 1992 : the supplementary report to the IPCC scientific assessment) fue publicado para contribuir al debate en la Convención Marco de las Naciones Unidas sobre el Cambio Climático en la Cumbre de Tierra, que tuvo lugar en Río de Janeiro en 1992.
El informe actualizó y revisó algunos de los datos contenidos en el Primer Informe de Evaluación del IPCC, e incluyó seis nuevos escenarios de cambio climático, incluyendo una actualización del escenario de referencia de 1990. El informe se divide en dos partes: una evaluación científica y una evaluación de los impactos.
La conclusión importante era que las investigaciones después de 1990 "no afectaron nuestra comprensión fundamental de la ciencia del efecto de invernadero y, o bien  confirman, o bien no justifican la alteración de las conclusiones importantes del primer informe científico de evaluación del IPCC". Este nuevo informe incluyó mejores simulaciones transitorias (en función del tiempo), muy preliminares en el primer informe, pero no incluyó cambios respecto a los aerosoles o el ozono.